# Leptonema bilobatum
Leptonema bilobatum är en nattsländeart som beskrevs av Schmid 1964. Leptonema bilobatum ingår i släktet Leptonema och familjen ryssjenattsländor. Inga underarter finns listade i Catalogue of Life.